# پایان زمستان
پایان زمستان (کره‌ای: 철원기행; لاتین‌نویسی اصلاح‌شده: Cheol-won-gi-haeng) یک فیلم درام کره‌ای محصول سال ۲۰۱۴ به کارگردانی کیم دائه-هوان می‌باشد.

## جوایز
- زردآلوی نقره‌ای ویژه برای بهترین فیلم سینمایی دوازدهمین دوره جشنواره بین‌المللی فیلم زردآلوی طلایی ایروان